# Bouilhonnac
Bouilhonnac település Franciaországban, Aude megyében. Lakosainak száma 222 fő (2022. január 1.). Bouilhonnac Laure-Minervois, Malves-en-Minervois, Trèbes, Villalier és Villedubert községekkel határos.

## Népesség
A település népessége az elmúlt években az alábbi módon változott:
| Lakosok száma | 167  | 140  | 181  | 225  | 237  | 238  | 227  | 223  | 221  | 222  |
|               | 1968 | 1982 | 1990 | 2006 | 2013 | 2015 | 2017 | 2019 | 2020 | 2022 |